# Parafia bł. Jerzego Popiełuszki w Ełganowie
Parafia bł. Jerzego Popiełuszki, prezbitera i męczennika w Ełganowie – rzymskokatolicka parafia usytuowana we wsi Ełganowo, przy ulicy Szkolnej w gminie Trąbki Wielkie. Wchodzi w skład dekanatu Trąbki Wielkie w archidiecezji gdańskiej.

## Historia
- 3 maja 2009 – poświęcenie placu budowy;
- Kwiecień 2010 – wbito w ziemię pierwszą łopatę pod prace budowlane;
- 2011 – prace były dynamiczne, a postęp wznoszenia bardzo szybki czego efektem kościół zostaje wybudowany w imponującym tempie – w półtora roku;
- 27 listopada 2011 – Konsekracja kościoła, której dokonał arcybiskup metropolita gdański – Sławoj Leszek Głódź;
- 19 lutego 2012 – mianowanie rektorem kościoła filialnego, dotychczasowego wicedyrektora gdańskiego Caritasu – ks. mgr lic. Bolesław Antoniów;
- 14 kwietnia 2015 – nowym rektorem kościoła zostaje ks. mgr Jarosław Brylowski;
- Kościół filialny w latach 2011–2020 podlegał kościołowi parafialnemy pw. Wniebowzięcia Najświętszej Maryi Panny w Trąbkach Wielkich;
- 23 kwietnia 2020 – Abp Sławoj Leszek Głódź – metropolita gdański, dekretem biskupim erygował i ustanowił parafię oraz mianował dotychczasowego rektora – proboszczem[2].

## Proboszczowie
- 2012–2015: ks. kan. mgr lic. Bolesław Antoniów[3]
  - rektor
- od 23 IV 2020: ks. mgr Jarosław Brylowski[1][4]
  - diecezjalny duszpasterz dzieci od 29 XI 2022
  - wicedziekan od 8 V 2020
  - rektor (2015–2020)